# Dangdut

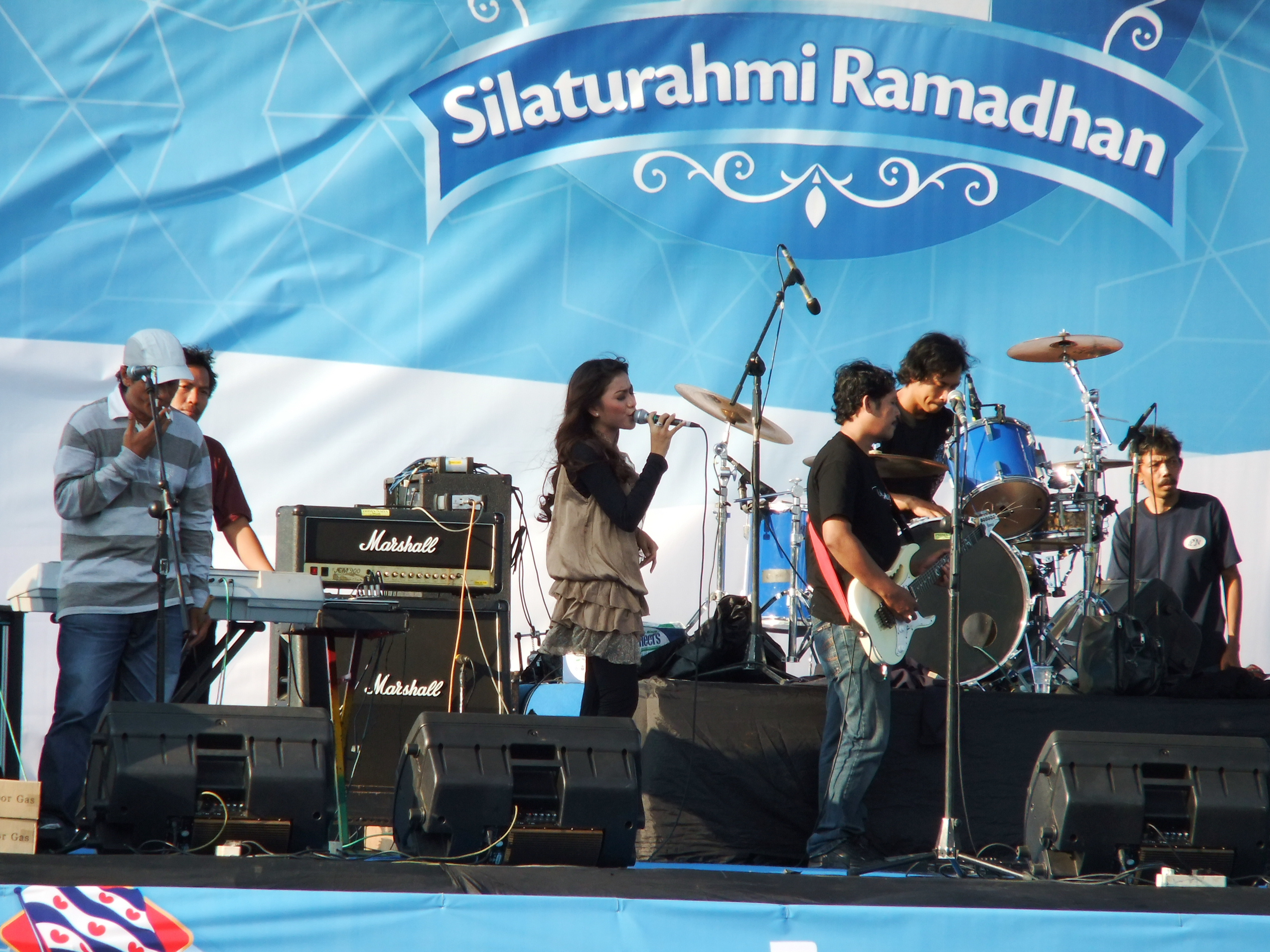
Koncert grupy dangdut

Dangdut – gatunek indonezyjskiej muzyki pop, o korzeniach w muzyce malajskiej, arabskiej i indyjskiej. Powstał na przełomie lat 60. i 70. XX wieku wśród muzułmańskiej młodzieży na wyspie Jawa, a w późnych latach 90. stał się powszechny u niższych warstw ludności indonezyjskiej, a także w Malezji i na południowych Filipinach.
Na grupę wykonawców muzyki dangdut składa się przeważnie wokalista (mężczyzna lub kobieta) oraz od 4 do 8 muzyków. Do stosowanych instrumentów należą zwykle: tabla, mandolina, gitara i syntezator. Współczesny dangdut czerpie z tradycji bliskowschodniej muzyki pop, zachodniego rocka, muzyki house, hip-hopu, nowoczesnego R&B i reggae.
Gatunek dangdut osiągnął szczyt popularności w latach 90. XX wieku, a obecnie największą popularnością cieszy się w zachodniej Indonezji (na Jawie, Sumatrze i Borneo).